# Arthur Furze
Arthur Furze (Arthur Frank Furze; * 16. Juli 1903; † 22. Dezember 1982) war ein britischer Langstreckenläufer.
1934 gewann er für England startend bei den British Empire Games in London Bronze über sechs Meilen in 31:03,6 min. 